# Birken-Honigsessen
Birken-Honigsessen là một xã thuộc huyện Altenkirchen, bang Rheinland-Pfalz, phía tây nước Đức. Xã Birken-Honigsessen có diện tích 18,14 km², dân số thời điểm ngày 31 tháng 12 năm 2006 là 2582 người.